# 서울특별시기
서울특별시기는 대한민국 서울특별시를 상징하는 기이다. 현재 사용되고 있는 기는 1996년 10월 28일에 제정되었다.

## 디자인
현재 사용되고 있는 서울특별시기는 하얀색 바탕에 서울특별시의 공식 로고가 그려진 디자인이다. 서울특별시의 공식 로고는 "서울"이라는 한글을 서울특별시의 초록색 산, 빨간색 태양, 파란색 한강으로 표현한 디자인인데 3가지 요소를 자연스러운 붓 터치로 연결한 것이 특징이다. 서울특별시의 공식 로고의 모티브는 정선의 산수화 《목멱조돈》(木覔朝暾, 아침 해가 뜨는 목멱산(남산)), 김홍도의 풍속화 《무동》(舞童, 춤추는 어린이)에서 따왔다. 전체적으로는 신명나는 사람의 모습, 친근한 느낌을 주는 서울특별시의 이미지와 사람의 활력을 형상화한 것인데 인간 중심 도시를 지향하는 서울특별시를 나타낸다. 자연-인간-도시라는 맥락에서 볼 때 왼쪽에 있는 초록색 산은 환경 사랑을, 가운데에 있는 빨간색 태양은 미래의 비전과 희망을, 오른쪽에 있는 파란색 한강은 역사와 활력을 나타낸다.
서울특별시청은 1995년 7월 10일과 10월 31일에 민선 지방 자치 시대를 맞아 서울특별시의 새로운 로고, 슬로건을 제정하는 사업을 추진하겠다는 의사를 밝혔다. 그 뒤 1996년 5월 21일부터 7월 15일까지 서울특별시민을 포함한 모든 대한민국 국민을 대상으로 진행한 《서울, 21세기 얼굴을 찾습니다》 공모전을 통하여 새로운 로고와 슬로건을 제정한다고 밝혔다. 서울특별시청은 디자인 전문가들의 심사, 내부 추천 과정을 거쳐 1996년 8월 28일에 시민 공모를 통해 선정한 우수 후보작 2점, 전문가 공모를 통해 선정한 우수 후보작 3점을 선정했다. 서울특별시청은 1996년 10월 16일에 서울특별시의 새로운 로고를 공개하고 서울 시민의 날인 10월 28일부터 사용한다고 밝혔다. 서울특별시의 로고는 디자이너 김현이 맡았다.

### 색상
| 색상    | 하양        | 빨강       | 초록       | 파랑        |
| ------- | ----------- | ---------- | ---------- | ----------- |
| CMYK    | 0–0–0–0     | 0–86–71–32 | 65–0–55–48 | 100–36–0–26 |
| RGB     | 255–255–255 | 174–25–50  | 46–133–60  | 0–121–189   |
| 웹 색상 | #FFFFFF     | #AE1932    | #2E853C    | #0079BC     |

## 과거의 기 (1947년 ~ 1996년)

서울특별시기 (1947년 4월 1일 ~ 1996년 10월 27일)

1947년 4월 1일부터 1996년 10월 27일까지 사용된 서울특별시기는 파란색 바탕 가운데에 노란색을 띤 서울특별시의 로고가 그려져 있는 기다. 이 로고는 1946년 10월 18일에 서울특별시청이 경성부가 경기도에서 분리되어 신설된 것을 기념하기 위해 서울특별시민을 대상으로 하여 진행한 현상 공모전을 통해 출품된 1,000여 점 가운데 선정되었다. 가운데에 그려져 있는 노란색 동그라미 주변에는 노란색 팔각별이 그려져 있는데 동그라미는 한양도성, 한강, 서울특별시의 거리를, 팔각별은 1947년 제정 당시에 서울특별시 주변을 둘러싸고 있던 8개의 산인 남산, 안산(鞍山), 인왕산, 북악산, 낙산(駱山), 무학봉, 와우산, 응봉산을 나타낸다.

1947년 4월 1일부터 1996년 10월 27일까지 사용된 서울특별시의 로고

| 색상    | 파랑        | 노랑      |
| ------- | ----------- | --------- |
| CMYK    | 100–57–0–53 | 0–0–100–0 |
| RGB     | 0–52–120    | 255–255–0 |
| 웹 색상 | #003478     | #FFFF00   |

## 같이 보기
- 서울특별시의 상징

## 참고자료
- 자치법규정보시스템 - 서울특별시 상징물 조례